# Denden Stadium
El Estadio Denden es un estadio de usos múltiples en Asmara, Eritrea. La instalación fue construida en 1958 por el municipio de Asmara. Fue sede de varios partidos durante la Copa Africana de Naciones (CAN) de 1968, cuando el torneo bienal se celebró en Etiopía. Actualmente se utiliza sobre todo para los partidos de fútbol. El estadio tiene una capacidad de 5.000 personas. Recientemente se ha actualizado hasta 10.000 número de asientos, lo cual es parte de los avances que ha tenido.